# Lava lamp

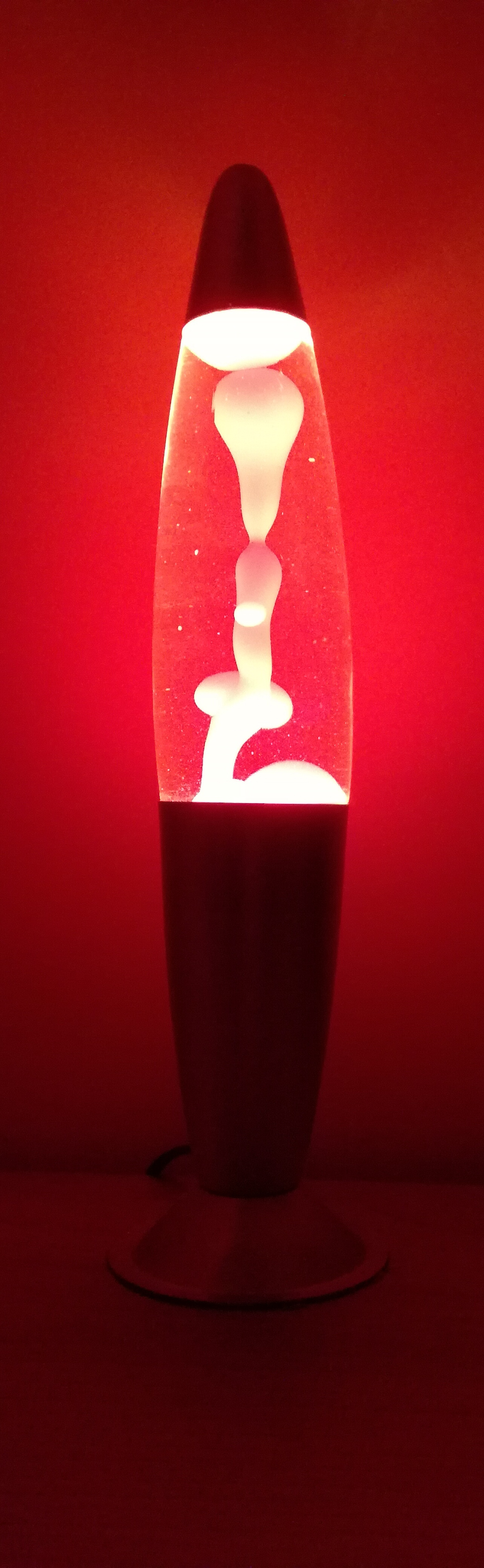
Lava lamp al buio in funzione

La lava lamp (o lampada Astro), detta anche lampada lava, è un oggetto di design decorativo creata nel 1963 da Edward Craven Walker, fondatore dell'azienda inglese di lampade Mathmos. Il nome della lampada prende ispirazione dalla lava a corda (lava pahoehoe), la cui conformazione ricorda quella delle sinuose forme di cera.

## Funzionamento
Un composto di oli minerali, cera di paraffina e tetracloruro di carbonio è versato nell'acqua contenuta in un recipiente di vetro dalla caratteristica forma affusolata. La cera, essendo a più bassa densità rispetto all'acqua, tende a disporsi in superficie ma, combinata al tetracloruro di carbonio (più pesante nonché non infiammabile), permette al composto di rimanere in immersione. La presenza di una lampadina (alogena o a incandescenza) inserita alla base della lampada riscalda i liquidi modificandone densità e consistenza; grazie alla capacità di espansione della cera il composto tende ad alleggerirsi e a divenire più fluido; questo nuovo stato innesca un movimento verso l'alto e il distacco di porzioni di cera. Una volta giunto nella parte superiore del contenitore il composto si raffredda e la sua densità aumenta, il che causa di conseguenza una ricaduta verso il basso. Le frazioni di cera in caduta sul fondo vengono ricompattate grazie alla presenza di un cavetto metallico inserito alla base della lampada che rompe la tensione superficiale del composto. Questo fenomeno circolare presenta delle similarità al processo conosciuto come instabilità di Rayleigh-Taylor.
Con una lampadina di 25-40 watt ci vogliono circa 45-60 minuti per innescare il tipico movimento della cera verso l'alto. I tempi sono molto più lunghi, anche 2-3 ore, se la lampada è lasciata per prolungati periodi in un ambiente a bassa temperatura.
Quando la cera è in uno stato fluido la lampada non deve essere scossa o gettata a terra poiché movimenti bruschi possono innescare un processo di emulsione che potrebbe far perdere ai liquidi la loro naturale trasparenza. Una parziale scomposizione degli agglomerati di cera rientra nel normale ciclo di riscaldamento-raffreddamento; per ricompattare la cera è consigliato spegnere la lampada e aspettare alcune ore per far sì che la cera si raccolga sul fondo del contenitore di vetro. In alcuni casi eccezionali saranno necessari svariati cicli di riscaldamento e raffreddamento prima che si ristabilisca l'originale nitidezza dei fluidi.

## Storia
La lampada Lava fu ideata nel 1963 dal britannico Edward Craven Walker che la registrò come "congegno da esposizione". Craven-Walker diede vita all'azienda Crestworth con base a Poole, nella regione del Dorset (Regno Unito) per avviare la produzione della lampada Astro (nome originale della lampada lava) e alcune varianti come la mini Astro e la lanterna Astro Coach. La lampada lava fu presentata alla fiera del commercio a Bruxelles nel 1965, dove fu notata dall'imprenditore Adolph Wertheimer. Wertheimer e il suo socio William M. Rubinstein acquistarono i diritti di riproduzione per gli Stati Uniti della creazione di Craven-Walker che fu diffusa sotto il nome di Lava Lite attraverso la Lava Corporation (o altrimenti conosciuta come Lava Manufacturing Corporation).
In seguito Wertheimer cedette le sue azioni a Hy Spector che trasferì alla metà degli anni sessanta la produzione e la promozione della Lava Lite nella sua fabbrica di Chicago (con sede a 1650 W. Irving Park Road). Rubinstein continuò a lavorare per l'azienda in qualità di vice presidente. Le lampade Lava furono un successo per tutti gli anni sessanta e per diversi anni a seguire. Agli inizi degli anni settanta La Lava Corporation cambiò il nome in Lava-Simplex-Scribe International e introdusse nella sua linea di produzione pellicole per macchine fotografiche e macchine distributrici di francobolli. La Lava Simplex International fu poi ceduta alla fine degli anni 70 a Michael Eddie e Lowerence Haggerty, i quali tutt'oggi detengono i diritti di vendita e distribuzione delle lampade Lava negli Stati Uniti. Ad oggi il termine lampada Lava è oramai divenuto un termine di uso generico nonostante la Lavaworld detenga negli Stati Uniti i diritti di marchio registrato.
Craven-Walker mantenne i diritti di riproduzione della lampada nel resto del mondo e nonostante la sua azienda negli anni abbia cambiato gestione.

## Incidenti e rischi d'uso

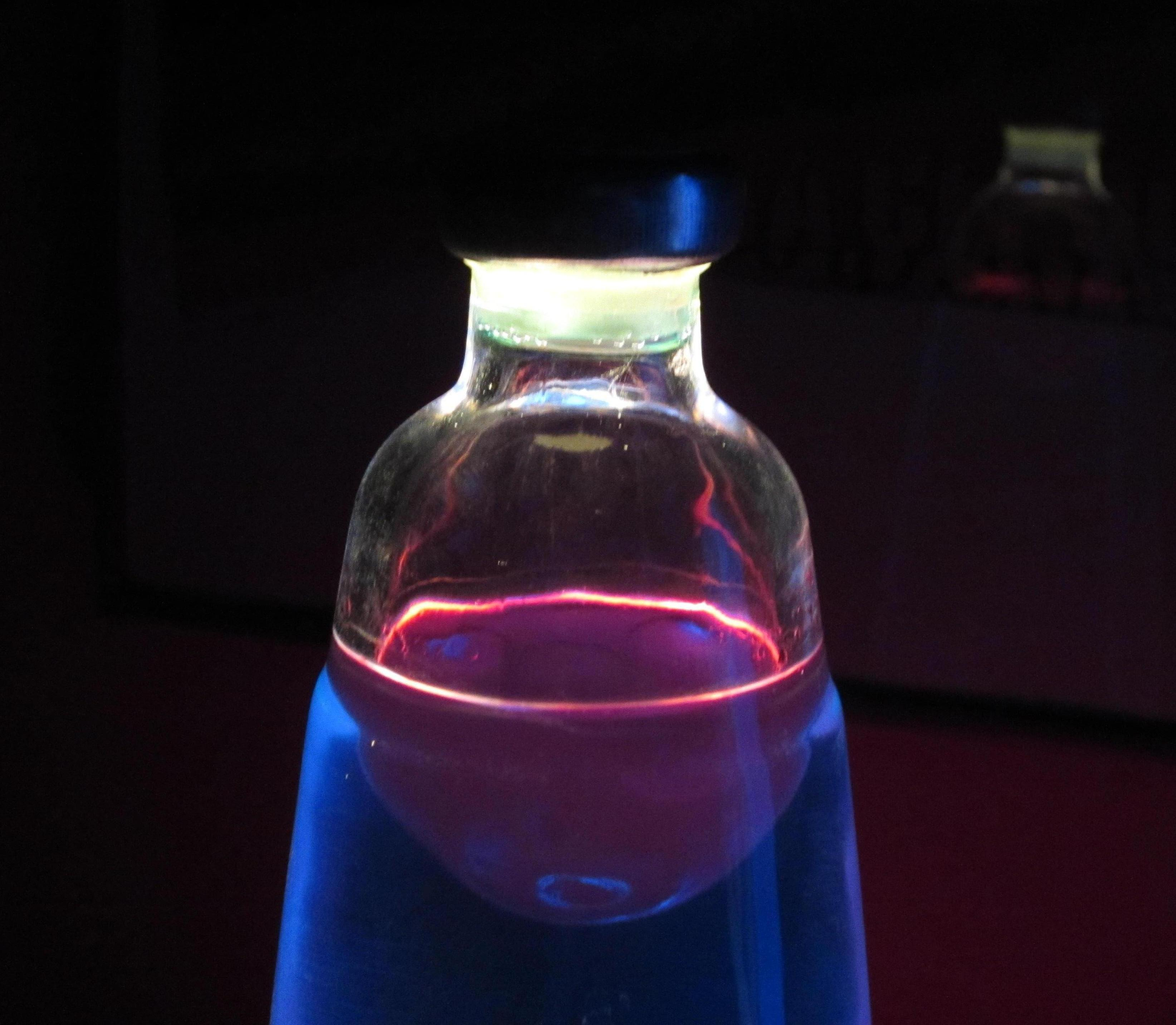
Lo spazio vuoto in cima al recipiente consente al liquido di dilatarsi senza rischi durante il riscaldamento.

Nel 2004 Philippe Quinn, un giovane di 24 anni della città di Kent (stato di Washington), rimase vittima di un incidente mortale mentre cercava di riscaldare il composto di una lampada lava sui fornelli di cucina. L'eccesso di calore produsse una pressione all'interno della lampada tale da far esplodere il contenitore di vetro. Schegge trafissero il torace e il cuore del ragazzo che osservava la lampada a distanza ravvicinata. Le circostanze dell'incidente furono riprodotte e confermate nel 2006 in un episodio della popolare trasmissione televisiva MythBusters. La trasmissione provò inoltre che le schegge di vetro non erano l'unico pericolo poiché anche gli schizzi di liquido incandescente avrebbero comunque causato bruciature gravi a chiunque si fosse trovato in prossimità della lampada. La trasmissione evidenziò che le istruzioni d'uso della lampada indicavano in modo chiaro ed esplicito di non sottoporre la lampada Lava a nessun'altra fonte di calore che non fosse la lampadina alla base della lampada, provvista nella confezione e creata specificatamente per questa funzione.
Istruzioni per riprodurre lampade lava fatte in casa sono disponibili online. È importante tenere presente tuttavia che alcune di questi preparati si basano su combinazioni di elementi altamente infiammabili come l'alcool e i dispositivi creati artigianalmente in caso di rottura o danneggiamento possono essere causa di incendio. Il tetracloruro di carbonio contenuto nel mix di cera è un prodotto velenoso la cui sola inalazione può comportare rischi di salute in particolare per animali domestici e bambini. Casi di ingestione di dosi pari a 400 mg/kg hanno causato la morte di felini mentre secondo quanto riportato anche dosi minime pari a 40 mg/kg sono risultate letali per esseri umani.